# Anna Kantane
Anna Kantane z domu Iwanow (ur. 7 kwietnia 1995 we Wrocławiu) – polska szachistka, mistrzyni międzynarodowa od 2012 roku.

## Kariera szachowa
Sukcesy szachowe, zarówno na arenie krajowej, jak i międzynarodowej, zaczęła odnosić w bardzo młodym wieku. W 2005 r. zdobyła w Belfort brązowy medal mistrzostw świata juniorek do 10 lat, natomiast w 2007 w Szybeniku – srebrny na mistrzostwach Europy do 12 lat. Również w 2007 r. zdobyła w Ustroniu zdobyła tytuł wicemistrzyni Polski do 12 lat, a rok później w Szczawnie-Zdroju – tytuł mistrzyni kraju juniorek do 14 lat. W 2008 r. zdobyła również (w barwach klubu "Polonia" Wrocław) tytuł drużynowej wicemistrzyni Polski juniorów. W 2009 r. zajęła III m. w finale MP juniorek do 14 lat, natomiast w 2011 r. zdobyła złoty medal w kategorii do 16 lat. W 2012 r. zdobyła w Solinie brązowy medal mistrzostw Polski do 18 lat. W 2013 r. zajęła II m. w międzynarodowym turnieju w Mariańskich Łaźniach oraz zdobyła (w Mariborze) srebrny medal drużynowych mistrzostw Europy juniorek do 18 lat.
Oprócz sukcesów w szachach klasycznych, była również wielokrotną medalistką mistrzostw Polski w szachach szybkich oraz błyskawicznych.
Najwyższy ranking w dotychczasowej karierze osiągnęła 1 września 2015 r., z wynikiem 2312 punktów zajmowała wówczas 9. miejsce wśród polskich szachistek.

## Życie prywatne
29 sierpnia 2015 roku Anna Kantane oraz o rok starszy Łotysz, Toms Kantans, pobrali się. Mają syna (ur. 2015).